# 뮐러 투르가우

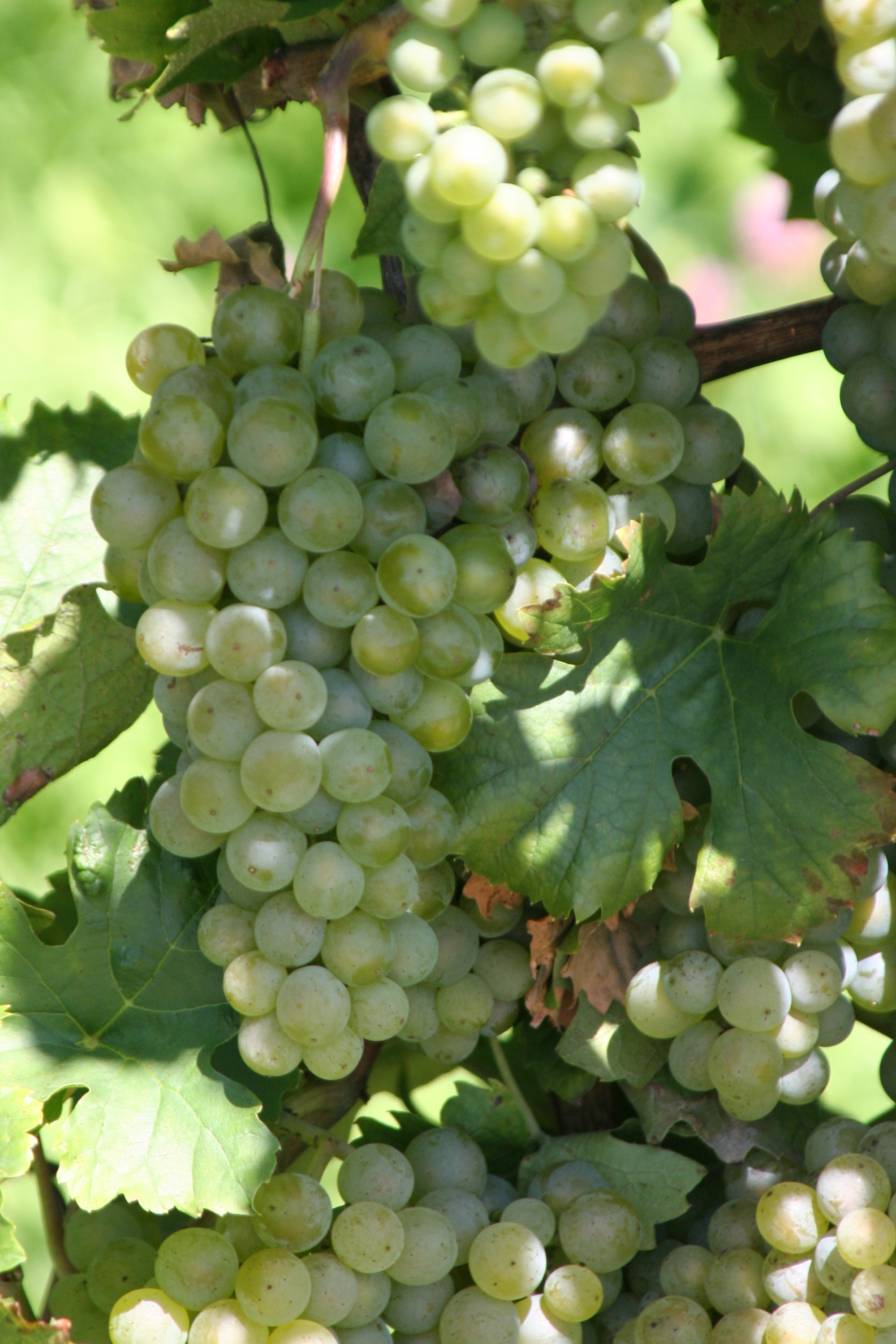

뮐러 투르가우(Müller-Thurgau, 독일어 발음: [ˌmʏlɐ ˈtuːɐ̯ɡaʊ])는 1882년 스위스 투르가우주 출신의 식물학자인 헤르만 뮐러가 독일 가이젠하임 포도 육종 연구소에서 만든 백포도 품종(sp. Vitis vinifera)이다. 리슬링과 마들렌 로얄의 교배종이다. 독일, 오스트리아, 북부 이탈리아, 헝가리, 영국, 호주, 체코, 슬로바키아, 슬로베니아, 뉴질랜드, 캐나다, 미국, 벨기에 및 일본에서 화이트 와인을 만드는 데 사용된다. 전 세계적으로 약 22,201헥타르(54,860에이커)가 재배되고 있으며, 이로 인해 뮐러 투르가우는 19세기 후반 이후 만들어진 소위 "신품종" 포도 품종 중 가장 널리 재배되고 있다. 1980년대 이후 재배 면적이 크게 감소했지만 2019년 시점에서 11,400헥타르, 전체 포도원 면적의 11.4%를 차지해 여전히 독일에서 두 번째로 많이 재배되는 품종이었다. 2007년에는 가이젠하임 포도 육종 연구소에서 125주년을 기념했다. 뮐러 투르가우는 Rivaner(오스트리아, 독일, 룩셈부르크, 특히 드라이 와인의 경우), Riesling x Sylvaner, Riesling-Sylvaner, Rizvanec(슬로베니아) 및 Rizlingszilváni(헝가리)라는 이름으로도 알려져 있다.